# Hybos pollinosus
Hybos pollinosus är en tvåvingeart som beskrevs av Mario Bezzi 1904. Hybos pollinosus ingår i släktet Hybos och familjen puckeldansflugor. Inga underarter finns listade i Catalogue of Life.